# 回族

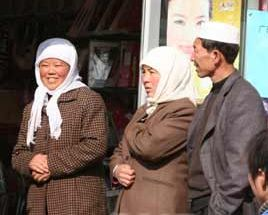
道を行く回族の男女

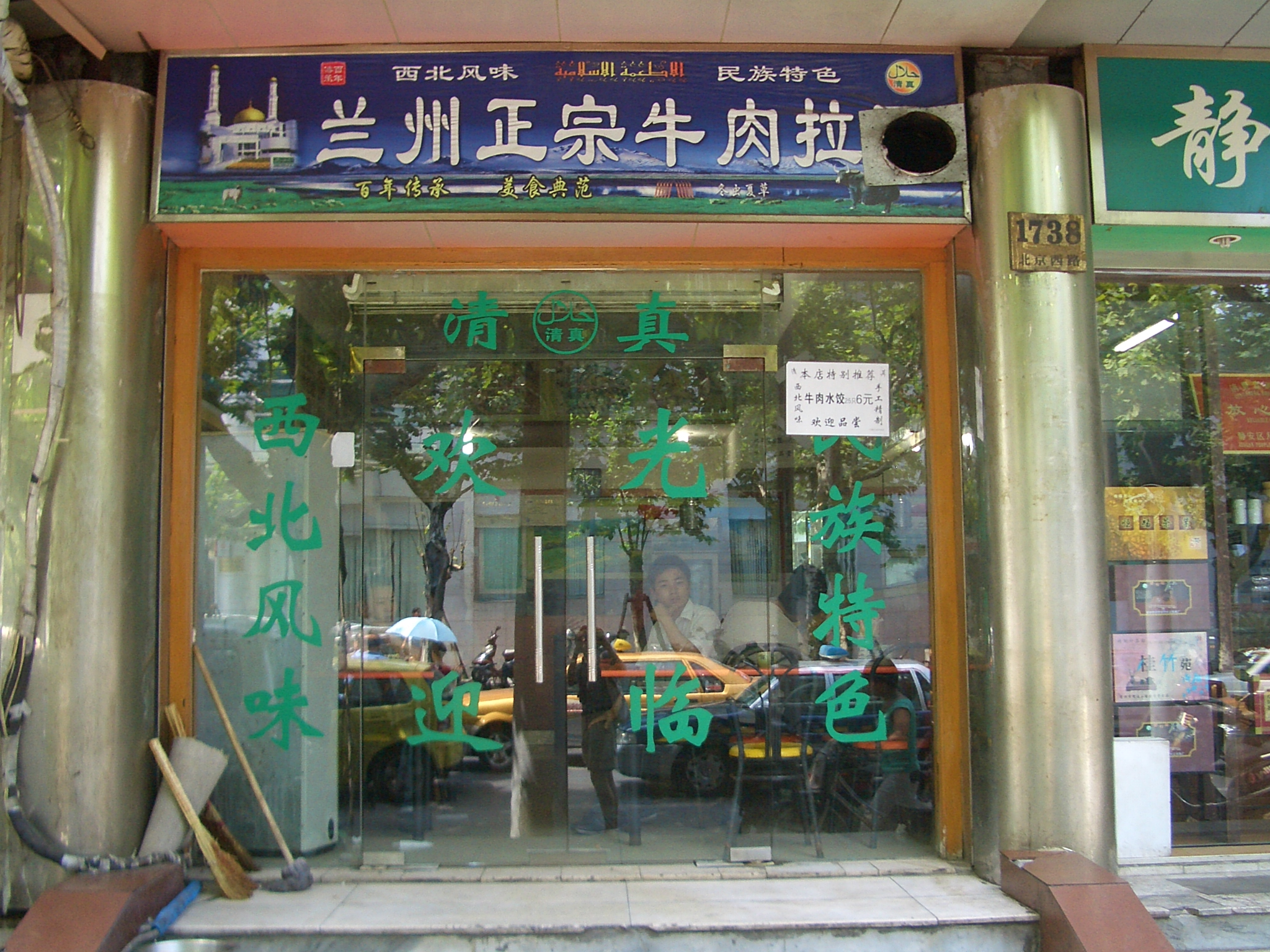
回族御用達の店。ハラール（清真）に従った食品を出すと書かれている。左上にはモスクの絵がある。

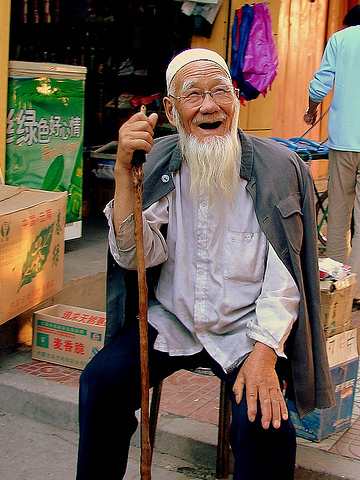
回族の老人

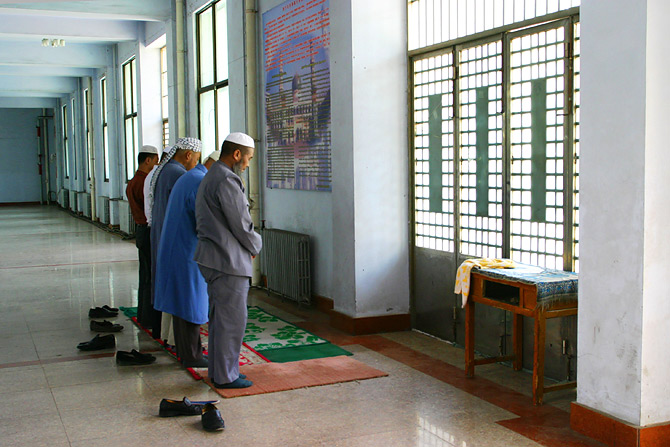
祈りを捧げる人々（寧夏回族自治区）

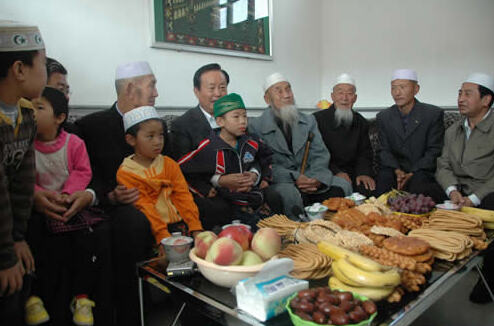
回族の一家。新年を祝っている（寧夏回族自治区）。

回族（かいぞく、ホウェイ族あるいはフェイ族、拼音: Huí zú、حواري）は、中国の少数民族の一つで、中国最大のムスリム（イスラム教徒）民族集団である。回族とされる人々は、言語・形質等は漢民族（漢族）と同じだが、イスラム教（イスラーム）を信仰する。中国全土に広く散らばって住んでおり、人口は約1000万人で、中国に住むムスリム人口のおよそ半数を占める。

## 概要
回族のコミュニティには普通、モスク（中国語では「清真寺」と表記）があり、聖者廟を有する場合もある。
言語は中国語を用いるが、イスラームに関わる用語にアラビア語・ペルシア語・テュルク語に由来する語彙を持つ。
姓名は漢族とほぼ同じであるが、預言者ムハンマドにちなむ「馬」姓が多く見られる。明代にアフリカまで航海したことで知られる鄭和もムスリムであり、本姓を馬といった。他には元の詩人・魯至道に由来する「白」姓、元の政治家・納速剌丁に由来する「丁」姓も多い。特有な姓としては「哈」「海」「撒」などが挙げられる。
回族は漢族などと雑居しながらもイスラムにのっとった生活を行い、漢族とは食習慣や冠婚葬祭などの習俗を大きく異にしており、この違いが回族の民族としてのアイデンティティの拠り所となっている。

## 歴史

### 古代・中世
回族の起源は、対外交易が盛んであった唐から元の時代に、中央アジアやインド洋を経由して渡ってきたアラブ系・ペルシア系の外来ムスリムと、彼らと通婚し改宗した在来の中国人（主に漢族）にあると言われている。
モンゴル帝国時代のムスリムの色目人官僚サイイド・アジャッル（賽典赤）は雲南省を統治したため、雲南省にはイスラム教が普及し、言語的・形質的に漢民族と同化した回族が現在も数多く住んでおり、彼らの多くはサイイド・アジャッルの後裔を称する。明代の大航海者鄭和（馬三保）、およびその父馬哈只もその後裔と称した。

### 清朝期
清の時代には彼ら漢族化したムスリムは漠然と「回民」あるいは「漢回」などと呼ばれていた。清の末期には回民蜂起が各地で発生した。1855年から1873年にかけては雲南省でパンゼーの乱が発生。1862年からは陝西省・甘粛省で回民のドンガン人の蜂起が発生している。こうした回民蜂起を契機に、1860年代には、新疆でヤクブ・ベクの乱が発生、ヤクブ・ベクは一時的に政権を樹立した。
清に鎮圧されたのち回民の一部はロシア帝国領に渡って中央アジアに定住した。彼らの子孫はドンガン人（東干人）と呼ばれる民族集団となって現在もカザフスタンやキルギスに居住している。

### 中華人民共和国時代
中華人民共和国は民族識別工作において、彼らムスリムを少数民族「回族」として認定した。「回族」は当初は独立民族としての認定を目指す回民の側の要求により設定された、特異な民族枠（信仰宗教に基づく回民の民族意識や清代・中華民国時代からの歴史的・政治的・経済的経緯だけでなく、同国政府の民族自決のイデオロギーや、漢人からの差別意識もこの要因である。）であったが、民族政策の都合上、血統による民族集団へと転化し、回族の血は引いていてもイスラム教の信仰を失っている者が回族を名乗る例も珍しくない。これは、回族であれば少数民族として優遇措置を受けることができるためでもある。イスラム教に改宗した漢族も回族と呼ぶのか、信仰を捨てた回族を回族と呼べるのかという問題も起きている。また、信仰を保持する回族の間でも最も古くから存在するカディーム派、西道堂派、スーフィズム各派（門宦）、馬歩芳時代から優遇されてきたイフワーン派、中国共産党政府により信仰が公認されたサラフィー主義系のサラフィーヤ派で基本的に教派が分かれている。教派の異なる回族同士の交流には消極的で宗派は民族意識より重視されている。

## 民族と言語
回族の大多数は漢語を母語としている。

### 非漢語を母語とする回族
ただし、青海省、雲南省、海南省には漢語以外の言語を母語とする回族の集団が散見される。
- 青海省の黄南蔵族自治州尖扎県には、モンゴル語族に属する康家語を母語とする回族が存在する。同じく青海省化隆回族自治県阿什努郷にはチベット語を母語とする回族が存在する。
- 雲南省迪慶蔵族自治州シャングリラ市にもチベット語を母語とする回族の集団が、同じく雲南省大理白族自治州洱源県にはペー語を母語とする回族がいる。
- シーサンパンナ・タイ族自治州勐海県にはタイ語を母語とする回族がいる。
- 麗江市寧蒗彝族自治県には彝語を母語とする回族が存在する。
- 海南省三亜市回輝村にはオーストロネシア語族に属する回輝語を母語とする回族が存在する。

これらの集団は単に周辺の該当する民族の言語を話すのみならず、宗教や飲食方面を除いた、習俗面でも周辺の諸民族と共通している。これらの集団は外来の回族が現地の民族に同化したものであるとも言えるし、逆に周辺の民族の一部の集団が回族と出会い、イスラム化したものであるとも言える。また回族という民族籍自体がイスラム教を信仰しているという共通点の元、大まかに諸民族をひとまとめにした概念であり、当然様々な背景を持つムスリムが包括されている。

### アラビア語などからの外来語
イスラム教徒である以上、回族の話す漢語において若干のアラビア語などからの外来語が存在する。一例を挙げれば、阿米乃、安拉、古蘭、穆罕黙徳、色俩目、爾咱布などである。それらの中には漢語としての同化度の高い語彙もあれば、依然、外来語だという意識の方が強い語彙もある。同化度の高い語彙はそれを表記する漢字もおおよそ固定され、使用されている漢字通りに発音される傾向が強い。その一方で、あまり同化が進んでいない語彙に関しては、それを表記する漢字もまちまちで、発音も固定されていない。声調も不明瞭で、漢語には存在しない（元となったアラビア語などの原音に近い）音節で発音されることもある。
回族の話す漢語がアラビア語からの外来語を取り入れる際には一定の法則のもとに取り入れられている。アラビア語には母音に長短の区別が存在する。i,uにおいては、長短の区別を考慮せずに取り入れられているが、aに関しては、長短区別されて取り入れられている例が多い。アラビア語の長母音a:は母音aを含む漢字で取り入れられ、（اخرةaakhirah＞阿黑热提aheireti，كافرkaafir＞卡非日kafeiri）短母音aに関しては、ai,eの母音を含む漢字で取り入れられている例が多い。（احمدahmad＞艾哈默德aihamode，كلمةkalimah＞克立麦kelimai）
アラビア語は日本語の促音のように同じ子音を二回繰り返す発音が存在するが、漢語にはそのような発音が存在しないため、これを取り入れる場合は、直前の母音を鼻音尾を含む漢字を使用して取り入れる例が多い。（اللّهAllah＞安拉Anla，حجhajj＞罕志hanzhi）
アラビア語にはlとrの区別が存在する。古中国語や、南方の多くの方言にはこの区別が存在しないため、古い時代に取り入れられた語はアラビア語のlとrを区別せず、lで発音する漢字で取り入れられている。（قرآنqur`aan＞古兰gulan，رمضانramadaan＞莱麦丹laimaidan）現代漢語の北方方言は、lとrを区別するため、アラビア語のrを、rを含む漢字で取り入れる例が多くなっている。（رزقةrizqah＞瑞孜给ruizigei，رجیمrajiim＞热支目rezhimu）
そのほか、アラビア語にはt,s,zなどに強調子音が存在する。これらの発音を含む語を取り入れる場合、介母音uを含む漢字で取り入れる例が多い。（شیطانshaitaan＞筛团尼shaituanni，صلاةsalaah＞索俩提suoliati，ضلالdalaal＞醉俩里zuiliali）ペルシア語、ウルドゥー語、トルコ語などがこの強調子音を区別せずに取り入れているのに対し、回族の言語にはこの区別が存在している点は特徴的である。同様にペルシア語などで区別されずに取り入れられている有声咽頭摩擦音も、回族の言語ではerの漢字で取り入れられており、声門音と区別されて取り入れられている点も特徴の一つである。（عزابazaab＞尔咱布erzabu，عیسی'Iisaa＞尔萨ersa）
アラビア語のghの発音を含む語はeの漢字で取り入れている例が多い。（مغفرةmaghfirah＞麦呃非热提maiefeireti，مغربmaghrib＞麦俄力布maielibu）
qの発音を含む語はgの漢字で取り入れられている。現代の北方の中国語にはgi,ki,hi,fiといった音節の組み合わせは存在しない。そのため、そのような発音を含む語を取り入れる場合、gei,kei,hei,feiなどの漢字で取り入れるか、もしくは、ji,qi,xiなどの漢字で取り入れられるか場合によって異なる。また子音を単独で取り入れる場合、i,u,eなどの口の開きの小さい母音を含む漢字で取り入れることが多いが、nやmに関しては直前の漢字を鼻音尾を含む漢字にして取り入れる例も多い。その他、アラビア語のlaの長音が、漢語ではliaの漢字で取り入れられている点も特徴的である。（سلامsalaam＞色俩目seliamu， صلاةsalaah＞索俩提suoliati）
漢語は大変音節上の制約が多い言語であるため、多数の例外が存在する。

## 遺伝子
回族はハプログループO2 (Y染色体)が高頻度であることは漢族と共通するが、他に漢族ではほとんど見られない西ユーラシア由来のハプログループR1a (Y染色体)（11.1％）、ハプログループJ (Y染色体)（9.3％）、ハプログループR1b (Y染色体)（3.7％）などが見られる。回族が漢族と西アジアのムスリムの混合体であることが遺伝子からも読み取れる。

## 自治地方と民族区

### 自治区
- 寧夏回族自治区

### 自治州
- 甘粛省
  - 臨夏回族自治州

- 新疆ウイグル自治区
  - 昌吉回族自治州

### 自治県
- 河北省
  - 孟村回族自治県
  - 大廠回族自治県
- 貴州省
  - 威寧イ族回族ミャオ族自治県
- 雲南省
  - 巍山イ族回族自治県
  - 尋甸回族イ族自治県
- 甘粛省
  - 張家川回族自治県

- 青海省
  - 門源回族自治県
  - 化隆回族自治県
  - 民和回族トゥ族自治県
  - 大通回族トゥ族自治県
- 新疆ウイグル自治区
  - 焉耆回族自治県

### 民族区
- 河南省
  - 順河回族区
  - 管城回族区
  - 瀍河回族区
- 内モンゴル自治区
  - 回民区

### 民族鎮
- 禹城市
  - 十里望回族鎮
- 曹県
  - 侯集回族鎮
- 洛寧県
  - 王范回族鎮
- 襄城県
  - 潁橋回族鎮
- 寧陵県
  - 城関回族鎮
- 周口市淮陽区
  - 城関回族鎮
- 沈丘県
  - 槐店回族鎮
- 太康県
  - 城関回族鎮
- 新蔡県
  - 李橋回族鎮
- 仙桃市
  - 沔城回族鎮
- 鎮安県
  - 茅坪回族鎮
  - 西口回族鎮

### 民族郷
- 北京市朝陽区
  - 常営回族郷（常営地区）
- 北京市通州区
  - 于家務回族郷
- 石家荘市藁城区
  - 九門回族郷
- 新楽市
  - 彭家荘回族郷
- 無極県
  - 高頭回族郷
- 邱県
  - 陳村回族郷
- 大名県
  - 営鎮回族郷
- 定州市
  - 号頭荘回族郷
- 沽源県
  - 大二号回族郷
- 懐来県
  - 王家楼回族郷
- 黄驊市
  - 羊三木回族郷
- 河間市
  - 果子窪回族郷
- 滄県
  - 捷地回族郷
  - 杜林回族郷
  - 大褚村回族郷
- 献県
  - 本斎回族郷
- 永清県
  - 管家務回族郷
- 文安県
  - 大囲河回族満族郷
- アルグン市
  - 三河回族郷
- 長春市双陽区
  - 双営子回族郷
- 長春市九台区
  - 胡家回族郷
- 高郵市
  - 菱塘回族郷
- 肥東県
  - 牌坊回族満族郷
- 五河県
  - 臨北回族郷
- 淮南市謝家集区
  - 孤堆回族郷
- 淮南市潘集区
  - 古溝回族郷
- 鳳台県
  - 李沖回族郷
- 寿県
  - 陶店回族郷
- 定遠県
  - 二龍回族郷
- 潁上県
  - 賽澗回族郷
- 恵安県
  - 百崎回族郷
- 滎陽市
  - 金寨回族郷
- 洛陽市瀍河回族区
  - 瀍河回族郷
- 葉県
  - 馬荘回族郷
- 郟県
  - 姚荘回族郷
- 許昌市建安区
  - 艾荘回族郷
- 禹州市
  - 山貨回族郷
- 鎮平県
  - 郭荘回族郷
- 方城県
  - 袁店回族郷
- 西平県
  - 蔡寨回族郷
- 鄖西県
  - 湖北口回族郷
- 隆回県
  - 山界回族郷
- 常徳市鼎城区
  - 許家橋回族ウイグル族郷
- 桃源県
  - 青林回族ウイグル族郷
  - 楓樹ウイグル族回族郷
- 漢寿県
  - 毛家灘回族ウイグル族郷
- 桃江県
  - 鮓埠回族郷
- 桂林市雁山区
  - 草坪回族郷

- 塩亭県
  - 大興回族郷
- 青川県
  - 蒿渓回族郷
  - 大院回族郷
- 閬中市
  - 博樹回族郷
- 西昌市
  - 裕隆回族郷
  - 高草回族郷
- 松潘県
  - 十里回族郷
- 六盤水市水城区
  - 楊梅イ族ミャオ族回族郷
- 六枝特区
  - 梭戛ミャオ族イ族回族郷
- 盤州市
  - 普田回族郷
- 安順市平壩区
  - 十字回族ミャオ族郷
- 赫章県
  - 興発ミャオ族イ族回族郷
- 興仁市
  - 魯礎営回族郷
- 宜良県
  - 九郷イ族回族郷
- 会沢県
  - 新街回族郷
- 昭通市昭陽区
  - 布嘎回族郷
  - 守望回族郷
  - 小竜洞回族イ族郷
  - 青崗嶺回族イ族郷
- 魯甸県
  - 桃源回族郷
  - 茨院回族郷
- 大関県
  - 上高橋回族イ族ミャオ族郷
- 開遠市
  - 大荘回族郷
- 文山市
  - 紅甸回族郷
- 会寧県
  - 新添堡回族郷
- 瓜州県
  - 七墩回族ドンシャン族郷
  - 沙河回族郷
- 正寧県
  - 五頃原回族郷
- 西寧市湟中区
  - 漢東回族郷
  - 大才回族郷
- 貴徳県
  - 新街回族郷
- ピチャン県
  - 東巴扎回族郷
- ホショード県
  - 烏什塔拉回族民族郷
- グルジャ県
  - 愉群翁回族郷
- チャプチャル・シベ自治県
  - 米糧泉回族郷

## 著名な出身者

### 政治・行政
- 回良玉 - 中華人民共和国国務院副総理（2003年）
- 楊静仁 - 中国共産党中央統一戦線工作部部長（1982年）
- 白立忱 - 中国人民政治協商会議副主席（1998年）主任
- 王正偉 - 中華人民共和国国家民族事務委員会主任（2013年）
- 李成玉 - 中華全国供銷合作総社理事会主任（2008年）
- 石宗源 - 中華人民共和国新聞出版総署署長（2000年）
- 馬慶生 - 中華人民共和国広西チワン族自治区政治協商会議主席（2003年）
- 郭廷標 - 中華人民共和国遼寧省政治協商会議主席（2004年）

### 軍人・警察
- 左宝貴 - 民族英雄、清の将軍（奉天軍総兵）1894年9月15日に日本陸軍と交戦中に戦死。
- 劉世昌 - 中華人民共和国開国少将、中国人民解放軍空軍副政治委員（1970年）
- 劉瑞方 - 中華人民共和国開国少将、中国人民解放軍蘭州軍区政治部主任（1965年）
- 白崇禧 - 陸軍一級上将、中華民国国防部部長（1946年）「小諸葛亮」と呼ばれた。
- 馬鴻逵 - 陸軍二級上将、中華民国寧夏省主席（1932年）馬鴻逵、馬鴻賓、馬歩芳らを併せて「西北三馬」と呼ばれた。
- 馬歩芳 - 陸軍二級上将、中華民国青海省主席（1938年）馬鴻逵、馬鴻賓、馬歩芳らを併せて「西北三馬」と呼ばれた。
- 馬鴻賓 - 陸軍中将、中華民国甘粛省主席（1930年）馬鴻逵、馬鴻賓、馬歩芳らを併せて「西北三馬」と呼ばれた。
- 馬本齋 - 民族英雄、冀中回民支隊司令員（1938年）
- 馬国超 - 海軍少将、中国人民解放軍海軍航空隊副政治委員（1995年）馬本齋の息子

### 経済・経営
- 王志飛 - 『大秦帝国』商鞅役など
- 洪宇宙 - 『三国志演義』周瑜役など
- 蔡国慶 -　著名な歌手・俳優、中国人民解放軍総政治部歌舞団所属の軍人でもある

### 教育・研究
- 馬堅（英語版） - 作家、クルアーン翻訳者、周恩来のアラビア語通訳、中国人民政治協商会議委員（1949年）
- 張承志 - 作家、歴史学者、イスラーム研究者、紅衛兵の命名者